# مركز سيلفيا
مركز سيلفيا (بالانجليزيه The Sylvia Center) هي منظمة غير هادفة للربح (منظمة 501(c)) تم تأسيسها في الولايات المتحدة الأمريكية في نيويورك.  وهي منظمة تركز علي تغذية الأطفال عن طريق تعليم الأطفال والعائلات العادات الصحية للأكل والطهي. ومؤسستها هي ليز نيومارك .
تتمثل مهمة هذه المنظمة في توعية الشباب وعائلاتهم لتناول الطعام بشكل جيد وذلك من خلال تجربة التعلم في المزرعة والمطبخ.